# Untere Ahornalm
Die Untere Ahornalm ist eine Alm im gemeindefreien Gebiet Eck östlich von Berchtesgaden.
Zwei Kaser der Unteren Ahornalm stehen unter Denkmalschutz und sind unter der Nummer D-1-72-116-268 in die Bayerische Denkmalliste eingetragen.

## Baubeschreibung
Ein Kaser ist ein eingeschossiger, überkämmter Blockbau mit Flachsatteldach und verbretterter Westseite, der im zweiten Viertel des 19. Jahrhunderts errichtet wurde.
Die Forsthütte ist ebenfalls ein eingeschossiger, überkämmter Blockbau mit Flachsatteldach mit Holzverschindelung aus der zweiten Hälfte des 19. Jahrhunderts.

## Heutige Nutzung
Die Untere Ahornalm wird heute noch landwirtschaftlich genutzt.

## Lage
Die Untere Ahornalm liegt an der Roßfeldstraße nordwestlich unter dem Ahornbüchsenkopf auf einer Höhe von etwa 1280 m ü. NHN. Gut 700 Meter südöstlich befindet sich die Obere Ahornalm, in deren Ahornkaser sich Deutschlands höchstgelegene mit dem Auto erreichbare Gaststätte befindet.